# Dan Chamoua Haoussa
Dan Chamoua Haoussa (auch: Dan Chamoua, Danchamoua Haoussa) ist ein Dorf im Arrondissement Zinder I der Stadt Zinder in Niger.

## Geographie
Das von einem traditionellen Ortsvorsteher (chef traditionnel) geleitete Dorf befindet sich südlich des Stadtzentrums im ländlichen Gemeindegebiet von Zinder, der Hauptstadt der gleichnamigen Region Zinder. Die Nachbarorte von Dan Chamoua Haoussa sind im Nordwesten der Weiler Garin Chéga, im Norden die Weiler Garin Madougou und Garin Makéra, hinter denen das Dorf Maïto Marka liegt, im Nordosten der Weiler Garin Maï Goto, hinter dem das Dorf Garin Boulama liegt, im Osten das Dorf Dan Chamoua Garin Maïna sowie im Südwesten der Weiler Garin Sarki Foulani.
Wie im gesamten Gemeindegebiet von Zinder herrscht das Klima der Sahelzone vor, mit einer durchschnittlichen jährlichen Niederschlagsmenge zwischen 300 und 400 mm.

## Bevölkerung
Bei der Volkszählung 2012 hatte Dan Chamoua Haoussa 484 Einwohner, die in 74 Haushalten lebten. Bei der Volkszählung 2001 betrug die Einwohnerzahl 214 in 39 Haushalten und bei der Volkszählung 1988 belief sich die Einwohnerzahl auf 775 in 142 Haushalten.

## Wirtschaft und Infrastruktur
Es gibt eine Schule im Dorf.